# Indice di area fogliare
L'Indice di area fogliare (in inglese Leaf Area Index, da cui l'acronimo LAI) è una misura della superficie fogliare per unità di superficie del suolo ed è un parametro essenziale per lo studio delle coperture forestali e agrarie.

## Definizione
Il LAI è stato inizialmente definito come l'area totale di una faccia del tessuto fotosintetizzante per unità di superficie di terreno (Watson, 1947). Questa definizione può essere applicata senza problemi alle latifoglie, perché entrambe le facce della foglia hanno la stessa area. 
Nel caso delle conifere, caratterizzate da aghi a sezione circolare o semicircolare, questa definizione non può essere accettata perché non rappresenta l'effettiva superficie di scambio. Anche le latifoglie possono presentare problemi in determinate situazioni, come, ad esempio, quando le foglie sono accartocciate prima di cadere.
Per evitare il problema dovuto alla forma delle foglie, alcuni autori (Smith, 1991; Bolstad e Gower, 1990) proposero di modificare il parametro, introducendo l'area fogliare proiettata. In questo modo si riducevano i problemi dovuti alla forma di aghi e foglie ma sorgeva quello dell'angolo di proiezione, poiché il parametro risentiva molto della sua variazione.
Questo spinse Myneni et al. (1997) a definire il LAI come la massima area fogliare proiettata per unità di superficie.
Lang et al. (1991) e Chen & Black (1992), diversamente, definirono l'indice di area fogliare come metà dell'area di intercettazione per unità di superficie. Questa definizione si basava sulla capacità degli elementi della pianta di intercettare le radiazioni e sul calcolo di alcuni coefficienti di proiezione, che dipendono dai vari angoli di inclinazione dei raggi solari.
Nella letteratura odierna, in particolare per le latifoglie, l'indice di area fogliare è definito come metà dell'area fogliare totale (tutte le facce fogliari) per unità di superficie. Da tutte le definizioni si nota come il LAI è sempre dato dal rapporto di due aree, quindi, da un punto di vista strettamente matematico, è da considerarsi come un parametro adimensionale. In realtà, dato che il rapporto è tra superficie fogliare e superficie del suolo, da un punto di vista fisico, le due unità di misura non si annullano. Quindi il LAI è più correttamente espresso in metri quadrati di fogliame su metro quadro di suolo (m²/m²).
L'indice di area fogliare dipende da alcuni fattori quali: la composizione specifica, la fase di sviluppo del bosco, le condizioni del sito in cui si misura il parametro ed il metodo tramite il quale viene misurato. Per quest'ultimo fattore ha un peso anche l'abilità di chi lo misura.
Il LAI è estremamente variabile, in primavera ed in autunno può cambiare anche giorno per giorno, e seguendo la dinamica di sviluppo del bosco cambia di anno in anno. In boschi maturi varia in risposta alla variabilità climatica, in seguito ad annate secche o umide, in presenza di gelate tardive e precoci e altri fattori che esercitano la loro variabilità nel corso degli anni.
Questa variabilità è ben rappresentata dai valori riportati in letteratura.

## Esempi
Il valore più basso pubblicato, per quanto riguarda i boschi, è 0,4 per un bosco di rovere (Quercus petraea Liebl.) (Le Dantec et al., 2000), invece il più alto è 16,9 per un bosco di douglasia (Pseudotsuga menziesii Franco) (Turner et al., 2000).
Generalmente i valori più alti si hanno per i boschi di conifere e si stima che i valori massimi per i boschi di latifoglie si aggirino intorno a 6-8.
Sulla terra tutti i biomi (escluso deserti e tundra) hanno un indice di area fogliare che varia da 3 a 19, ed il valore più alto si ha nelle foreste boreali, che sono formate per lo più da conifere.